# NESTOR
Проект «NESTOR» (англ. Neutrino Extended Submarine Telescope with Oceanographic Research Project) — международная научная коллаборация, работающая над созданием подводного нейтринного телескопа, расположенная в районе города Пилос, Греция.

## Нейтрино
Нейтрино — частицы, существование которых в 1930 году предположил В.Паули. Первые опыты по успешной регистрации нейтрино были проведены в середины 1950-х годов группой Ф.Рейнеса. Особенность нейтрино заключается в их слабом взаимодействии с веществом, поэтому эти частицы являются мощным инструментом астрономических исследований.

## Телескоп NESTOR
Телескоп состоит из множества стеклянных шаров, внутри которых располагаются колбы фотоумножителей. Шары соединены звездообразной титановой рамкой, из множества которых состоит башня NESTOR. Для уменьшения шума от космической радиации, конструкция расположена на дне Ионического моря на глубине 4000 м. Для передачи данных детектор нейтрино подключен к базовой станции через 31 км подводного опто-волоконного кабеля.
Пилос был выбран для установки телескопа по нескольких причинам. Во-первых, из-за большой глубины моря недалеко от берега — это удобно при подключении детектора к базовой станции. Во-вторых, он расположен диаметрально от нейтринного телескопа DUMAND, находящегося в Тихом океане. Это позволяет сравнить данные наблюдений и корреляции между регистрируемыми нейтрино.